# Heterostegane contessellata
Heterostegane contessellata är en fjärilsart som beskrevs av Louis Beethoven Prout 1926. Heterostegane contessellata ingår i släktet Heterostegane och familjen mätare. Inga underarter finns listade i Catalogue of Life.